# Gypsum (Kansas)
Gypsum és una població dels Estats Units a l'estat de Kansas. Segons el cens del 2000 tenia 414 habitants.

## Demografia
Segons el cens del 2000, Gypsum tenia 414 habitants, 158 habitatges, i 111 famílies. La densitat de població era de 371,7 habitants/km².
Dels 158 habitatges en un 36,7% hi vivien nens de menys de 18 anys, en un 57,6% hi vivien parelles casades, en un 7,6% dones solteres, i en un 29,7% no eren unitats familiars. En el 25,3% dels habitatges hi vivien persones soles el 12% de les quals corresponia a persones de 65 anys o més que vivien soles. El nombre mitjà de persones vivint en cada habitatge era de 2,62 i el nombre mitjà de persones que vivien en cada família era de 3,09.
Per edats la població es repartia de la següent manera: un 28,5% tenia menys de 18 anys, un 7,2% entre 18 i 24, un 29,7% entre 25 i 44, un 23,4% de 45 a 60 i un 11,1% 65 anys o més.
L'edat mediana era de 36 anys. Per cada 100 dones de 18 o més anys hi havia 107 homes.
La renda mediana per habitatge era de 30.833 $ i la renda mediana per família de 34.375 $. Els homes tenien una renda mediana de 27.000 $ mentre que les dones 17.386 $. La renda per capita de la població era de 16.440 $. Entorn del 4,1% de les famílies i el 6% de la població estaven per davall del llindar de pobresa.

## Poblacions més properes
El següent diagrama mostra les poblacions més properes.